# ドネツクの首長
ドネツクの首長（ドネツクのしゅちょう、ロシア語: Глава Донецкой Народной Республики）は、ロシア連邦内ドネツク人民共和国における政府の最高位の官職である。元来はウクライナ東部ドネツィク州の一部を占拠した親ロシア派勢力が独立を自称したドネツク人民共和国における元首に相当した。

## 概要
2020年に改正されたドネツク人民共和国の憲法では、首長が国家元首に相当する役職である。憲法や法律に従って政策を決定し、また内外に対してドネツクを代表し、国際条約を締結する権利を有する（第56条）。また軍の指揮権や人民評議会（以下、議会）で可決された法律に署名し公布する権利や議会に差し戻す権利（第73条）などを持っている。
首長は秘密投票による直接選挙で選出され、任期は5年。連続3選は禁じられ、立候補は30歳以上の国民に限られる（第57条）。憲法第58条第1項に書かれた宣誓をもって就任する。
首長は議会の同意を得た上で閣僚評議会議長（以下、首相）を任命し、またその内閣を総辞職させる権利のほか、自らが閣僚評議会議長を務める権利を有する。首相の提案に基づいて閣僚評議会副議長（副首相）や閣僚、行政機関トップの任命・解任を行うが、議会がその任命に同意しない場合は就任できない（第59条）。とはいえ、2回連続で否決された場合は首長が任命した人物を議会の同意なしに任命し就任させることができる（第76条）。議会において内閣不信任が決議された場合、首長が内閣総辞職か解散総選挙を選択する（第77条）。
以下のような場合には任期を待たずに終了する（第61条）。その場合は首相が一時的に職務を代行するが、その場合でも首長が持つ議会解散権や憲法改正を提案する権利はない（第62条）。
1. 死去した場合
2. 自由意志により自ら辞任を申し出た場合
3. 職務遂行に必要な能力がないと裁判所により認定された場合
4. 裁判所により行方不明または死亡が宣告された場合
5. 裁判所が有罪判決を下した場合
6. ドネツク外に永住権を求め出発した場合
7. ドネツクの市民権を喪失した場合
8. 議会の不信任決議に関連した解任

## 歴代首長の一覧
元首格の役職名が人民知事、最高会議常任委員長であった時代にさかのぼって記載する。
| 代                                   | 肖像                                                                 | 首長                                                             | 就任日                     | 退任日                     | 所属政党                   | 首相                                                    |
| ドネツク人民共和国人民知事           | ドネツク人民共和国人民知事                                           | ドネツク人民共和国人民知事                                       | ドネツク人民共和国人民知事 | ドネツク人民共和国人民知事 | ドネツク人民共和国人民知事 | ドネツク人民共和国人民知事                              |
| ------------------------------------ | -------------------------------------------------------------------- | ---------------------------------------------------------------- | -------------------------- | -------------------------- | -------------------------- | ------------------------------------------------------- |
| 1                                    | パベル・グバレフ（英語版）Па́вел Ю́рьевич Гу́барев                      | パベル・グバレフ Па́вел Ю́рьевич Гу́барев                           | 2014年3月1日               | 2014年5月15日              | n-p                        | デニス・プシーリン                                      |
| 代行                                 | デニス・プシーリンДени́с Влади́мирович Пуши́лин                         | デニス・プシーリン Дени́с Влади́мирович Пуши́лин                    | 2014年3月6日               | 2014年5月7日               | DR                         | デニス・プシーリン                                      |
| ドネツク人民共和国最高会議常任委員長 |                                                                      |                                                                  |                            |                            |                            |                                                         |
| 1                                    | デニス・プシーリンДени́с Влади́мирович Пуши́лин                         | デニス・プシーリン Дени́с Влади́мирович Пуши́лин                    | 2014年5月15日              | 2014年7月18日              | DR                         | アレクサンドル・ボロダイ                                |
| 代行                                 | ウラジミール・マコビッチ（英語版）Влади́мир Ива́нович Мако́вич          | ウラジミール・マコビッチ Влади́мир Ива́нович Мако́вич               | 2014年7月18日              | 2014年7月23日              | DR                         | アレクサンドル・ボロダイ                                |
| 2                                    | ボリス・リトビノフ（ロシア語版）Бори́с Алексе́евич Литви́нов            | ボリス・リトビノフ Бори́с Алексе́евич Литви́нов                     | 2014年7月23日              | 2014年11月4日              | KPD                        | アレクサンドル・ボロダイ アレクサンドル・ザハルチェンコ |
| ドネツク人民共和国首長               |                                                                      |                                                                  |                            |                            |                            |                                                         |
| 1                                    | アレクサンドル・ザハルチェンコАлекса́ндр Влади́мирович Заха́рченко      | アレクサンドル・ザハルチェンコ Алекса́ндр Влади́мирович Заха́рченко | 2014年11月4日              | 2018年8月31日              | DR                         | 兼任                                                    |
| 代行                                 | ドミートリー・トラペズニコフ（英語版）Дми́трий Ви́кторович Трапе́зников | ドミートリー・トラペズニコフ Дми́трий Ви́кторович Трапе́зников      | 2018年8月31日              | 2018年9月7日               | n-p                        | ドミートリー・トラペズニコフ                            |
| 2                                    | デニス・プシーリンДени́с Влади́мирович Пуши́лин                         | デニス・プシーリン Дени́с Влади́мирович Пуши́лин                    | 2018年9月7日               | 2022年10月4日              | DR                         | デニス・プシーリン アレクサンドル・アナンチェンコ       |
| ロシア連邦ドネツク人民共和国首長     |                                                                      |                                                                  |                            |                            |                            |                                                         |
| 代行                                 | デニス・プシーリンДени́с Влади́мирович Пуши́лин                         | デニス・プシーリン Дени́с Влади́мирович Пуши́лин                    | 2022年10月4日              | （現職）                   | DR                         | アレクサンドル・アナンチェンコ                          |

### 所属政党
- DR：ドネツク共和国
- KPD：ドネツク人民共和国共産党（英語版）
- Mil：軍
- n-p：無所属